# The Old Man (série de televisão)
The Old Man é uma série de televisão americana de suspense baseada no romance de 2017 de mesmo nome de Thomas Perry. Foi desenvolvida por Jonathan E. Steinberg e Robert Levine e estreou no FX em 16 de junho de 2022. A primeira temporada consiste em sete episódios. Após sua estreia, a série foi renovada para uma segunda temporada.

## Premissa
Dan Chase é um ex-agente da CIA que vive fora da rede no norte do estado de Nova York há trinta anos. Depois de matar um intruso que invade sua casa, Chase é forçado a se esconder. Enquanto está escondido, Chase aluga um quarto de Zoe McDonald, com quem é forçado a fazer parceria enquanto está fugindo.
O diretor assistente do FBI para contra-inteligência Harold Harper é chamado para trazer Chase, por causa de seu passado complicado durante a guerra soviético-afegã. Trabalhando ao lado de Harper estão sua protegida, a agente do FBI Angela Adams, e o oficial da CIA Raymond Waters; assim como Julian Carson, um assassino contratado por Harper para matar Chase.

## Elenco

### Principal
- Jeff Bridges como Johnny Kohler / Dan Chase
- John Lithgow como Harold Harper
- E. J. Bonilla como Raymond Waters
- Bill Heck como Jovem Johnny Kohler / Dan Chase
- Leem Lubany como Jovem Belour Hamzad, nascida Daadfar / Abbey Chase
- Alia Shawkat como Angela Adams / Emily Chase / Parwana Hamzad
- Gbenga Akinnagbe como Julian Carson
- Amy Brenneman como Zoe McDonald

### Recorrente
- Hiam Abbass como Belour Hamzad, nascida Daadfar / Abbey Chase
- Kenneth Mitchell como Joe
- Joel Grey como Morgan Bote
- Pej Vahdat como Jovem Faraz Hamzad
- Noor Razooky como Jovem Kaftar
- Echo Kellum como Mike
- Jessica Harper como Cheryl Harper
- Rowena King como Nina Kruger

### Convidados
- Christopher Redman como Jovem Harold Harper
- Jessica Parker Kennedy como Mulher no Ponto de Ônibus
- Faran Tahir como Rahmani
- Rade Serbedzija como Velho Suleyman Pavlovic
- Jacqueline Antaramian como Idosa
- Navid Negahban como Faraz Hamzad

## Episódios
| Temporada | Temporada | Episódios | Episódios | Originalmente exibido  | Originalmente exibido |
| Temporada | Temporada | Episódios | Episódios | Estreia da temporada   | Final da temporada    |
| --------- | --------- | --------- | --------- | ---------------------- | --------------------- |
|           | 1         | 7         | 7         | 16 de junho de 2022    | 21 de julho de 2022   |
|           | 2         | 8         | 8         | 12 de setembro de 2024 | 24 de outubro de 2024 |

### Temporada 1 (2022)
| N.º | Título | Dirigido por  | Escrito por                                         | Exibição original   | Cód. de produção | Audiência nos EUA (milhões) |
| --- | ------ | ------------- | --------------------------------------------------- | ------------------- | ---------------- | --------------------------- |
| 1   | "I"    | Jon Watts     | Roteiro por : Jonathan E. Steinberg & Robert Levine | 16 de junho de 2022 | 1CLE01           | 0.975                       |
| 2   | "II"   | Jon Watts     | Jonathan E. Steinberg & Robert Levine               | 16 de junho de 2022 | 1CLE02           | 0.643                       |
| 3   | "III"  | Greg Yaitanes | Jonathan E. Steinberg & Robert Levine               | 23 de junho de 2022 | 1CLE03           | 0.821                       |
| 4   | "IV"   | Greg Yaitanes | Jonathan E. Steinberg & Robert Levine               | 30 de junho de 2022 | 1CLE04           | 0.904                       |
| 5   | "V"    | Zetna Fuentes | Jonathan E. Steinberg & Robert Levine               | 7 de julho de 2022  | 1CLE05           | 1.076                       |
| 6   | "VI"   | Jet Wilkinson | Jonathan E. Steinberg & Robert Levine               | 14 de julho de 2022 | 1CLE06           | 0.769                       |
| 7   | "VII"  | Jet Wilkinson | Jonathan E. Steinberg & Robert Levine               | 21 de julho de 2022 | 1CLE07           | 0.773                       |

### Temporada 2 (2024)
| N.º na série | N.º na temp. | Título | Dirigido por   | Escrito por                               | Exibição original      | Cód. de produção | Audiência nos EUA (milhões) |
| ------------ | ------------ | ------ | -------------- | ----------------------------------------- | ---------------------- | ---------------- | --------------------------- |
| 8            | 1            | "VIII" | Steve Boyum    | Jonathan E. Steinberg                     | 12 de setembro de 2024 | 2CLE01           | 0.503                       |
| 9            | 2            | "IX"   | Jet Wilkinson  | Jonathan E. Steinberg                     | 12 de setembro de 2024 | 2CLE02           | 0.503                       |
| 10           | 3            | "X"    | Steve Boyum    | Jonathan E. Steinberg & Hennah Sekander   | 19 de setembro de 2024 | 2CLE03           | 0.483                       |
| 11           | 4            | "XI"   | Uta Briesewitz | Jonathan E. Steinberg & Craig Silverstein | 26 de setembro de 2024 | 2CLE04           | N/A                         |
| 12           | 5            | "XII"  | Ben Semanoff   | Jonathan E. Steinberg & Elwood Reid       | 3 de outubro de 2024   | 2CLE05           | 0.351                       |
| 13           | 6            | "XIII" | Uta Briesewitz | Jonathan E. Steinberg & Elwood Reid       | 10 de outubro de 2024  | 2CLE06           | N/A                         |
| 14           | 7            | "XIV"  | Jason Ensler   | Jonathan E. Steinberg & Daphne Olive      | 17 de outubro de 2024  | 2CLE07           | 0.242                       |
| 15           | 8            | "XV"   | Lukas Ettlin   | Jonathan E. Steinberg                     | 24 de outubro de 2024  | 2CLE08           | 0.322                       |

## Produção
A série foi anunciada em julho de 2019, com ao FX encomendando um piloto. Jeff Bridges foi escalado para estrelar. Em setembro, Jon Watts foi escalado para dirigir o piloto, também atuando como produtor executivo, com John Lithgow e Amy Brenneman adicionados ao elenco. Alia Shawkat juntou-se em outubro. Em novembro, Bob Iger anunciou que o show iria ao ar no FX on Hulu, e Austin Stowell foi adicionado para interpretar uma versão mais jovem do personagem de Bridges. Em fevereiro de 2020, Kenneth Mitchell revelou que tinha um papel na série. Stowell seria substituído em março de 2020 por Bill Heck, e Gbenga Akinnagbe foi escalado para um papel principal. Leem Lubany e EJ Bonilla também foram escalados no mesmo mês. Navid Negahban e Pej Vahdat foram escalados para papéis recorrentes em dezembro de 2020.
A série estava em dois terços do caminho para as filmagens quando a produção foi encerrada em meados de março de 2020 como resultado da pandemia de COVID-19. A produção foi retomada no outono com três episódios restantes para filmar, mas logo foi interrompida quando Bridges foi diagnosticado com linfoma em outubro de 2020 e foi submetido a tratamento contra o câncer. O show ficou em produção por um curto período após o diagnóstico de Bridges para filmar cenas dos episódios restantes que não apresentassem o personagem de Bridges. Em setembro de 2021, Bridges anunciou que seu câncer estava em remissão. A produção finalmente foi retomada em fevereiro de 2022.. Em 27 de junho de 2022, a série foi renovada para uma segunda temporada.

## Lançamento
A série estreou em 16 de junho de 2022, no FX nos Estados Unidos e Canadá. Também estreou no Disney+ através do hub Star na Austrália e Nova Zelândia e irá estrear em outros mercados internacionais e no Star+ na América Latina em 2022.

## Recepção

### Resposta crítica
O site agregador de críticas Rotten Tomatoes relatou uma taxa de aprovação de 95% com uma classificação média de 7.3/10, com base em 41 críticas. O consenso dos críticos do site diz: "The Old Man é tão intrépido e espetado - e derivado - quanto os heróis de ação mais jovens, com Jeff Bridges emprestando seriedade inestimável a este thriller de trituração de ossos." O Metacritic, que usa uma média ponderada, atribuiu uma pontuação de 72 em 100 com base em 25 críticos, indicando "críticas geralmente favoráveis".

### Avaliações
| № | Título | Exibição original | Rating/share (18–49) | Audiência (em milhões) |
| - | ------ | ----------------- | -------------------- | ---------------------- |
| 1 | "I"    | June 16, 2022     | 0.11                 | 0.975                  |
| 2 | "II"   | June 16, 2022     | 0.08                 | 0.643                  |
| 3 | "III"  | June 23, 2022     | 0.09                 | 0.821                  |
| 4 | "IV"   | June 30, 2022     | 0.14                 | 0.904                  |
| 5 | "V"    | July 7, 2022      | 0.12                 | 1.076                  |
| 6 | "VI"   | July 14, 2022     | 0.10                 | 0.769                  |
| 7 | "VII"  | July 21, 2022     | 0.12                 | 0.773                  |